# Elektrische deken

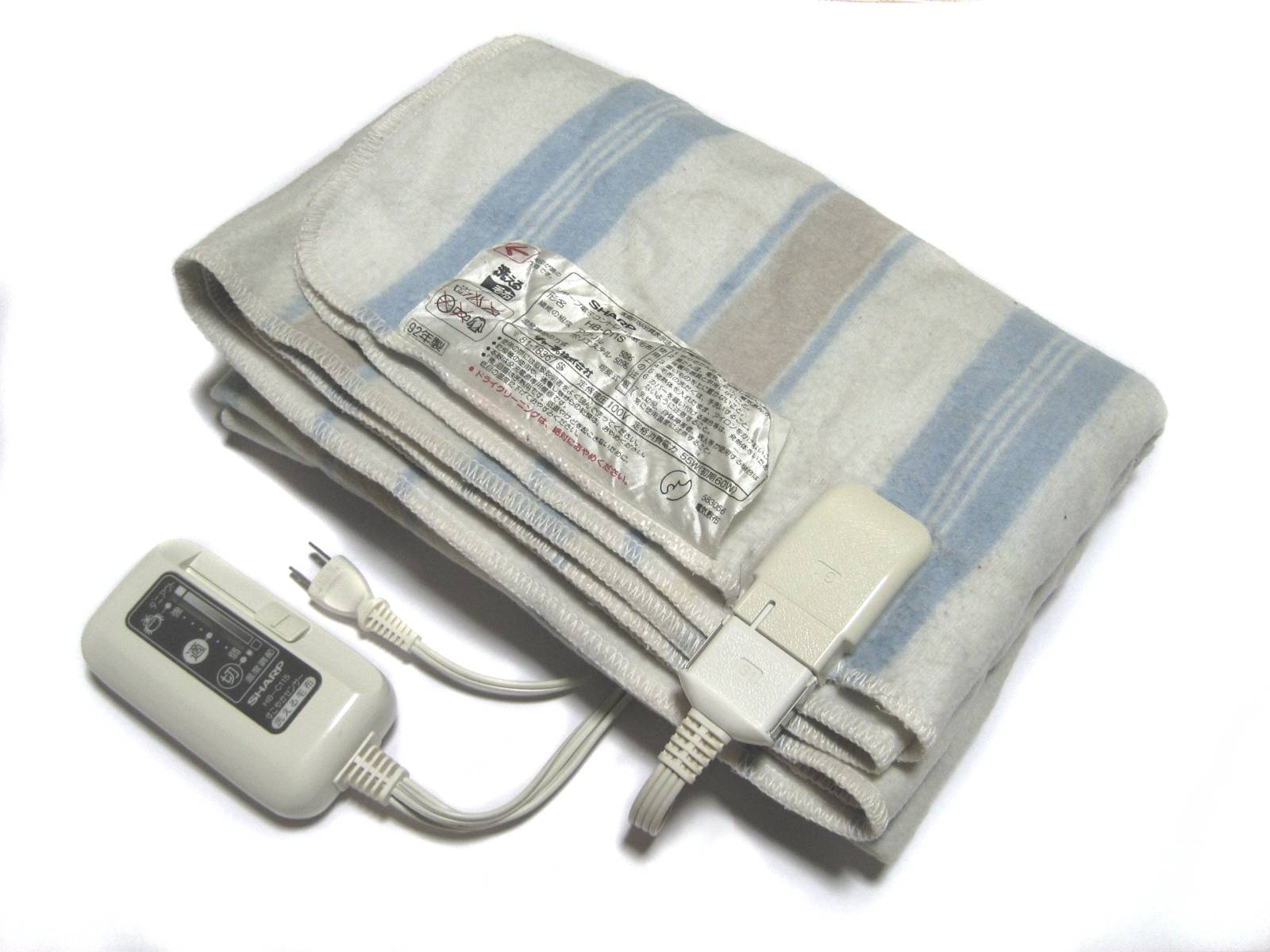
Elektrische deken

Een elektrische deken of verwarmingsdeken is een deken om een bed te verwarmen.
De elektrische deken die in Nederland en België wordt gebruikt, wordt op het matras gelegd, onder de onderdeken en het onderlaken. In Amerika wordt de elektrische deken bovenop gelegd. De constructie van die deken is ook anders.
Sommige elektrische dekens kunnen op het lichtnet worden aangesloten, en andere werken op laagspanning en gebruiken een transformator.
Voor een goed gebruik wordt geadviseerd om 's ochtends de elektrische deken nog een tijdje aan te zetten om zo het matras te ontdoen van het vocht dat tijdens het slapen door de huid wordt uitgewasemd en door het matras is opgenomen. Dit wordt ook geadviseerd als de elektrische deken alleen gebruikt wordt om het bed 's avonds even voor te verwarmen.
Er zijn ook technische toepassingen, waarbij een verwarmingsdeken elke vorm, grootte en toepassing kan hebben.
Een andere manier om een bed te verwarmen is met een bedkruik. In vroeger tijden werd een beddenpan gebruikt om het bed voor te verwarmen.